# European Bulls

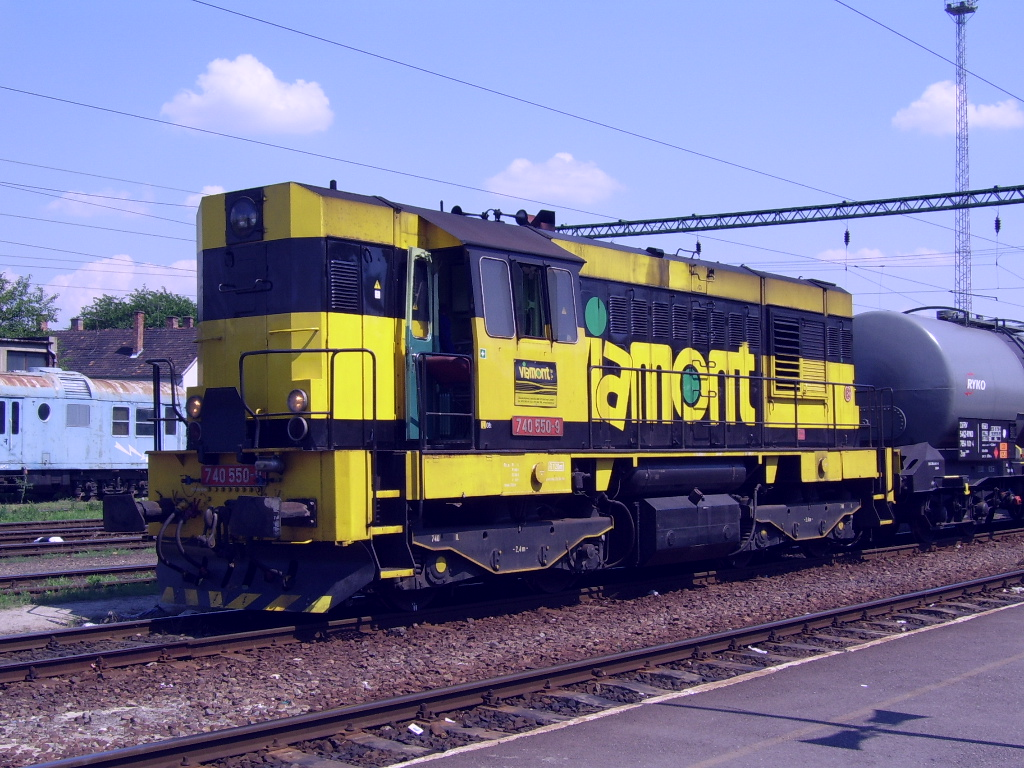
Az alapító cseh Viamont mozdonya Kecskeméten 2006-ban

Az European Bulls, hat magán vasúti árufuvarozási üzemeltető és a francia VFLI európai szövetsége. Alapítói a német Rail4chem, az osztrák LTE Logostik-és Transport, a cseh Viamont, az olasz Ferrovie Nord Cargo, és a spanyol Comsa Rail Transport. Az alapítók jelenleg Németországban, Ausztriában, Svájcban, Olaszországban és Hollandiában üzemeltethetnek tehervonatokat. A szövetség szeretné tevékenységét egész Európára kiterjeszteni.

## Tagok
Az European Bulls jelenlegi tagjai:
- a spanyol Comsa Rail,
- az olasz Nordcargo,
- a német Rail4Chem,
- az osztrák LTE,
- a cseh Viamont,
- a lengyel Fer Polska,
- a francia VFLI.